# Los Angeles Film Critics Association Awards 2005
31. ročník předávání cen asociace Los Angeles Film Critics Association se konal v prosinci roku 2005 a udílel ocenění pro nejlepší filmařské počiny roku 2005.

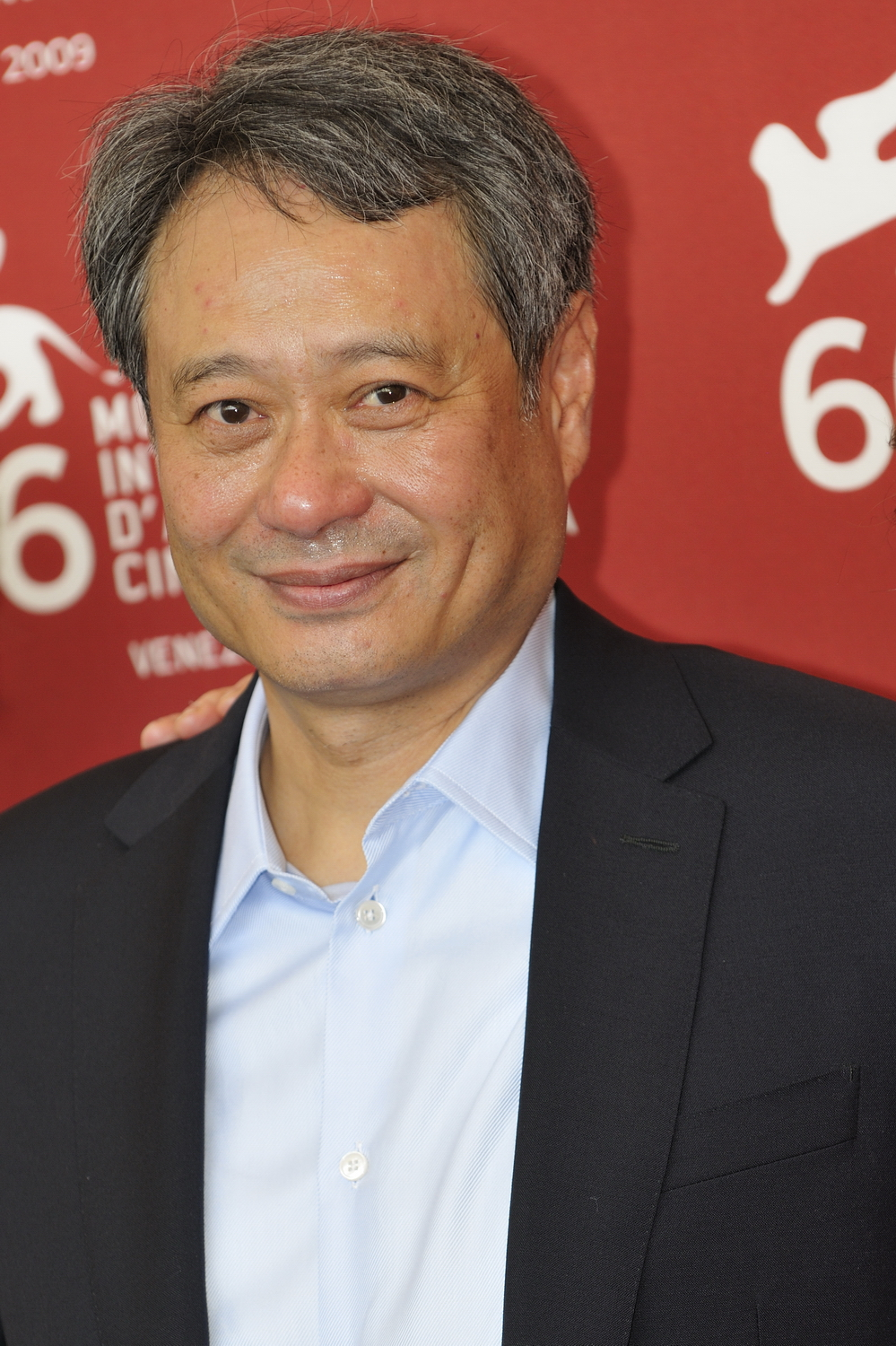
Ang Lee vítěz v kategorii nejlepší režisér

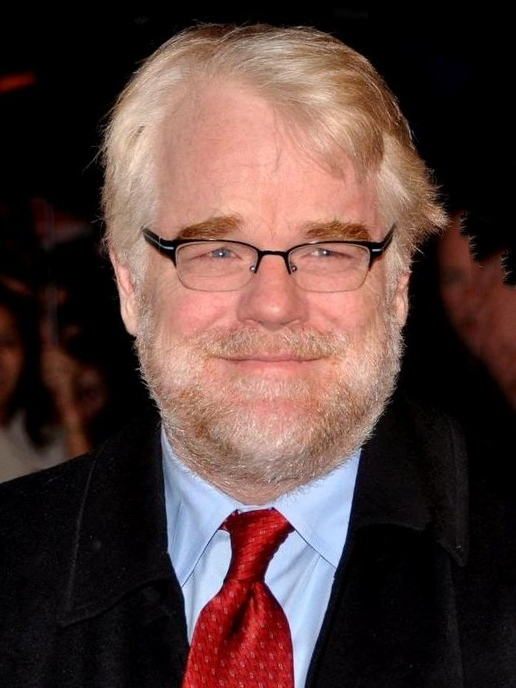
Philip Seymour Hoffman vítěz v kategorii nejlepší herec

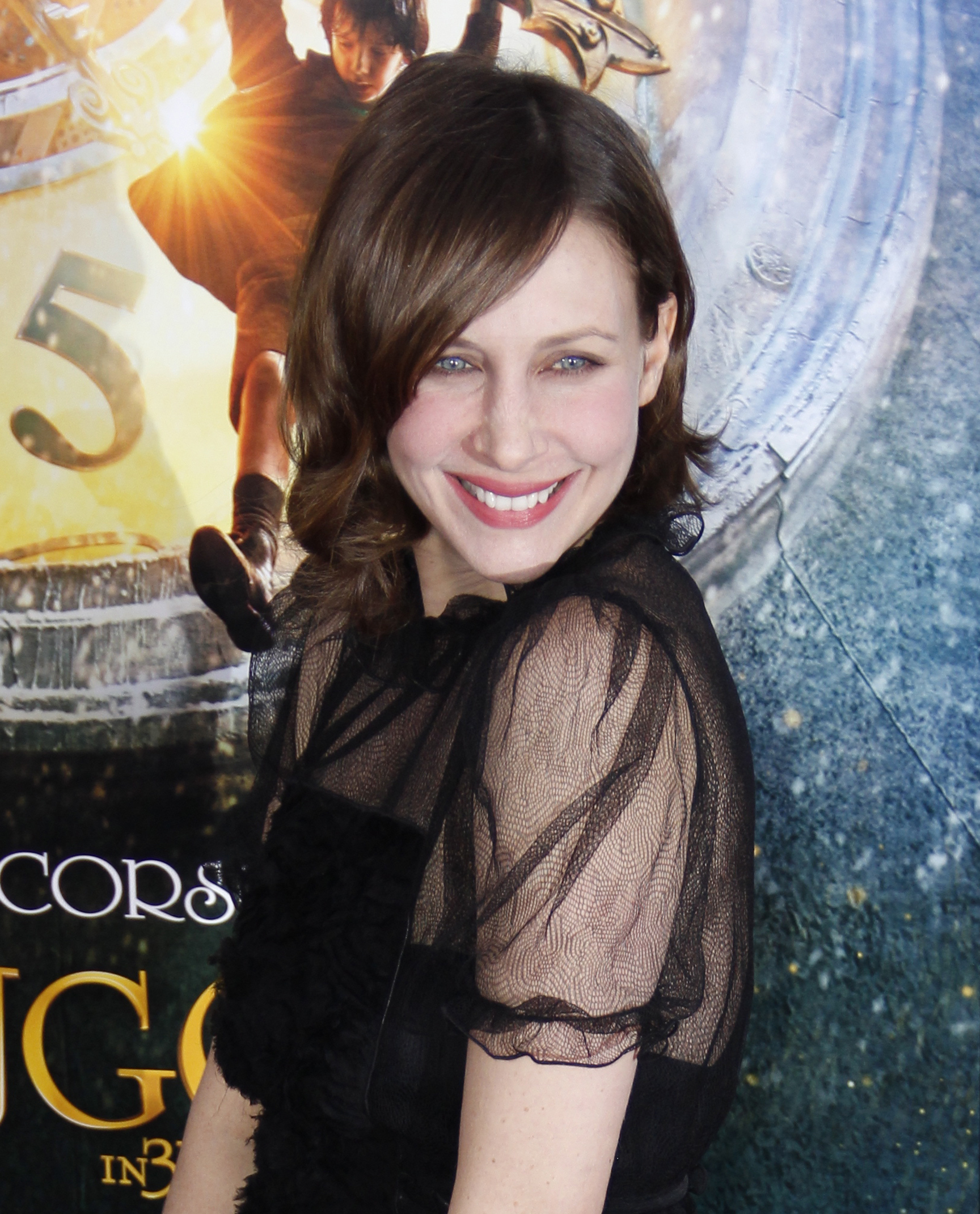
Vera Farmiga vítězka v kategorii nejlepší herečka

## Vítězové

### Nejlepší film
1. Zkrocená hora
2. Dějiny násilí

### Nejlepší režisér
1. Ang Lee – Zkrocená hora
2. David Cronenberg – Dějiny násilí

### Nejlepší scénář
1. Dan Futterman – Capote
2. Noah Baumbach – Sépie a velryba

### Nejlepší herec v hlavní roli
1. Philip Seymour Hoffman – Capote
2. Heath Ledger – Zkrocená hora

### Nejlepší herečka v hlavní roli
1. Vera Farmiga – Down to the Bone
2. Judi Dench – Show začíná

### Nejlepší herec ve vedlejší roli
1. William Hurt – Dějiny násilí
2. Frank Langella – Dobrou noc a hodně štěstí

### Nejlepší herečka ve vedlejší roli
1. Catherine Keener – Capote

1. Amy Adams – Junebug

### Nejlepší dokument
1. Grizzly Man
2. Enron: The Smartest Guys in the Room

### Nejlepší cizojazyčný film
1. Utajený
2. 2046

### Nejlepší animovaný film
1. Wallace & Gromit: Prokletí králíkodlaka

### Nejlepší kamera
1. Robert Elswit – Dobrou noc a hodně štěstí
2. Christopher Doyle, Pung-Leung Kwan, Yiu-Fai Lai – 2046

### Nejlepší výprava
1. 2046

1. Dobrou noc a hodně štěstí

### Nejlepší skladatel
1. Džó Hisaiši, Jumi Kimura – Zámek v oblacích
2. Rjúiči Sakamoto – Tony Takitani

### Ocenění Douglase Edwardse - Nejlepší nezávislý nebo experimentální film
1. La Commune (Paris 1871) – Peter Watkins

### Ocenění pro novou generaci
- Terrence Howard – Snaž se a jeď

### Kariérní ocenění
- Richard Windmark